# Yoshua Okón
Yoshua Okón (Ciutat de Mèxic, 1970) és un artista mexicà. És fundador dels espais d'art La Panadería, que va funcionar de 1994 a 2002, i SOMA, ambdós a la capital mexicana.
De 1990 a 1994 va obtenir el Bachelor in Fine Arts a la Concordia University de Mont-real. El 2002 va realitzar un màster a la Universitat de Califòrnia a Los Angeles amb el suport d'una beca del Programa Fulbright. El seu treball és una sèrie d'experiments socials executats per la càmera on es barregen situacions representades, documentació i improvisació, qüestionant les percepcions habituals de la realitat i la veritat, la individualitat i la moralitat.